# Kadri Paša
Mehmed Kadri Paša (1832 Gaziantep – 1884 Istanbul) byl osmanský státník a reformátor. Během vlády sultána Abdulhamida II. byl velkovezírem, v období od 11. února 1876 do 4. února 1877 byl i starostou Istanbulu.

## Životopis
Kadri Paša se narodil v roce 1832 ve městě Gaziantep a byl synem Cenanizade Ishaka Paši, guvernéra Kypru. Po dokončení základního vzdělání, kde vynikal v perštině a arabštině, studoval ve svém rodném městě islámské vědy a literaturu. Poté se přestěhoval do Istanbulu, kde se naučil ještě francouzsky a anglicky, stejně tak načerpal informace o západním světě.
Jeho působení ve veřejném sektoru začalo již v jeho rodném městě, kde byl registrátorem populace. Po přesunu do Istanbulu se ale dostal do povědomí výše postavených osobností a začal tak svou politickou kariéru.